# Anatoma lyra
Anatoma lyra is een slakkensoort uit de familie van de Anatomidae. De wetenschappelijke naam van de soort is voor het eerst geldig gepubliceerd in 1947 door S. S. Berry.